# Flora de la republica de Cuba
Flora de la república de Cuba (abreviado Fl. Rep. Cuba, Ser. A. Pl. Vasc.) es una revista científica con ilustraciones y descripciones botánicas que fue publicada en Cuba en varios fascículos, en el año 1998.

## Fascículos
- Flora de la república de Cuba : Serie A, Plantas vasculares el Comité Científico Nacional que dirige la obra por Angela Leiva Sánchez y Pedro Perez Álvarez.
- Flora de la República de Cuba, Series A: Plantas Vasculares, Fascículo 7: Polygalaceae, Styraceae, Verbenaceae
- Flora de la República de Cuba: Series A: Plantas Vasculares. Fasc. 18: Caesalpiniaceae.
- Flora de la República de Cuba: Series A: Plantas Vasculares, Fascículo 19: Buxaceae, Lauraceae, Theophrastaceae.